# 京阪京都交通
京阪京都交通株式会社（けいはんきょうとこうつう）は、京都府京都市、向日市、亀岡市、南丹市、兵庫県丹波篠山市などでバスを運行する事業者で、京阪バスの子会社である。
略称は「京阪京都」。本社は京都府亀岡市篠町篠向谷10。
亀岡市からの委託で、亀岡市コミュニティバスと亀岡市ふるさとバスも運行している。
2005年7月1日に、旧・京都交通から路線バス事業全ての譲渡を受けて営業を開始した。
2008年3月1日より、高速バス、園篠線、園部八木線および当時京阪宇治バス→京都京阪バスと共同運行していた立命館大学(BKC)線（現在は撤退し京都京阪バスの単独運行となった）を除く全路線でPiTaPa、スルッとKANSAI、京阪グループ共通バスカード（現在廃止）を導入した。なおその後園篠線、園部八木線でも導入されたため、2023年現在の利用不可路線は、高速バス、龍谷大学瀬田キャンパス線、期間限定運行の美山ネイチャー号のみとなっている。

## 営業所（車庫）・案内所
括弧内は営業所の片仮名略称
- 本社・亀岡営業所（K/カメ）
  - 所在地：京都府亀岡市篠町篠向谷10
  - 最寄バス停：亀岡車庫
  - 運行路線：国道線（1・1A・2・3・5系統）、亀岡・南丹市域の路線、亀岡市コミュニティバス、亀岡市ふるさとバス、京都市域の路線の一部（西京と共管もあり）
- 西京営業所（N/ニシ） 2008年10月18日中山営業所から移転改称
  - 所在地：京都市西京区樫原秤谷町23番9
  - 最寄バス停：樫原秤谷町、京都明徳高校前、西京車庫
  - 運行路線：「京都エクスプレス」、京都市域の路線（亀岡と共管もあり）、美山ネイチャー号、各大学へのシャトルバス（亀岡と共管もあり）
- 亀岡駅前案内所
  - 所在地：京都府亀岡市追分町谷筋25-37
  - 最寄バス停：亀岡駅前
- 桂駅東口案内所
  - 所在地：京都市西京区桂野里町17
  - 最寄バス停：桂駅東口
- JR桂川駅前バス総合案内所
  - 最寄バス停：JR桂川駅前

### かつて存在した営業所
- 中山営業所（N/ナヤ） 2008年10月18日西京営業所に移転の上改称（移転扱いであるため書類上は廃止ではない）
  - 所在地：京都府京都市西京区大枝中山町2-157
  - 最寄バス停：国道中山

## 沿革
- 2005年
  - 4月1日 -  京阪バスの100%出資の子会社として、資本金8050万円で設立。同時に京阪バスシステムズに参加（途中参加は初）。
  - 7月1日 -  京都交通から、路線バス事業全ての譲渡を受けて営業開始。

京都交通は1944年までに、戦時統制により発足した丹波交通（亀岡市）、中丹自動車（福知山市）、三舞鶴交通（舞鶴市）をその母体としている。
このうち、丹波交通の成立に際し、京阪バス（当時・京阪自動車）は京都-亀岡間の路線を現物出資した。戦後、京阪（当時・京阪神急行電鉄）側は経営民主化のため、相当数出資していた丹波交通の持株を川本直水ら同社経営陣に譲渡し、撤退した。こののち京都-亀岡間の路線は、丹波交通から京都交通の基幹路線となっていった。
京阪京都交通の発足は、事情は異なれど、結果として京阪が旧丹波交通の事業をほぼ買い戻した形になっている。
- 2006年8月24日 - スルッとKANSAI協議会に加盟、同年9月17日のスルッとKANSAI 10周年電車&第6回バスまつりに参加。
- 2007年9月16日 - 亀岡営業所が、亀岡市古世町から同市篠町に移転。「亀岡車庫」バス停新設。
- 2008年
  - 3月1日 - 全路線（園篠線・園部八木線(後に導入)、高速線を除く）でPiTaPa・スルッとKANSAI・京阪グループ共通バスカードを導入。
  - 4月1日 - 高速道路を走行する路線バス「立命館大学(BKC)線」を運行開始。同社発足後、初の新規に設定された高速道路を走行するバス路線となる（ただし高速バスという位置付けではない）。また発着地ともに京阪京都交通のエリア外となっている。
  - 10月18日 - 中山営業所が移転し、西京営業所になる（同日にJR桂川駅が開業し、路線変更も行われた）。
- 2009年8月1日 - 京都エクスプレス (京都 - 岡山・倉敷線)が運行を開始する[注 1]。
- 2012年4月1日 - 龍谷大学瀬田キャンパスへの龍谷大学線の運行開始。
- 2016年4月1日 - Suicaなど交通系ICカード全国相互利用サービスに対応開始。
- 2021年5月14日 - 国土交通省「働きやすい職場認証制度」一つ星に認定[2]
- 2023年7月5日 - 国土交通省「働きやすい職場認証制度」二つ星に認定[3]

## 現行路線
京阪京都交通での系統番号の正式な呼称は「X号系統」であるが、乗客への案内放送などでの社外向けの案内の一部では「号」を省略して「X系統」とすることもある。

## 廃止路線

### 高速

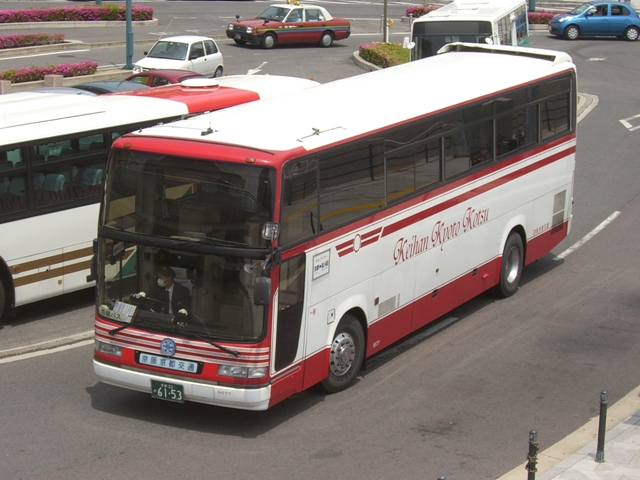
高速路線車両（みやこライナー）

- SANYO EXPRESS・まいこ号（夜行便）

2008年1月31日廃止。中山営業所担当。
- みやこライナー

2016年4月1日京阪京都交通が撤退（中国バスによる単独運行化）。西京営業所担当。
この他にも、初代京都交通時代には南洲号（廃止）が中山営業所担当であった。

## 車両

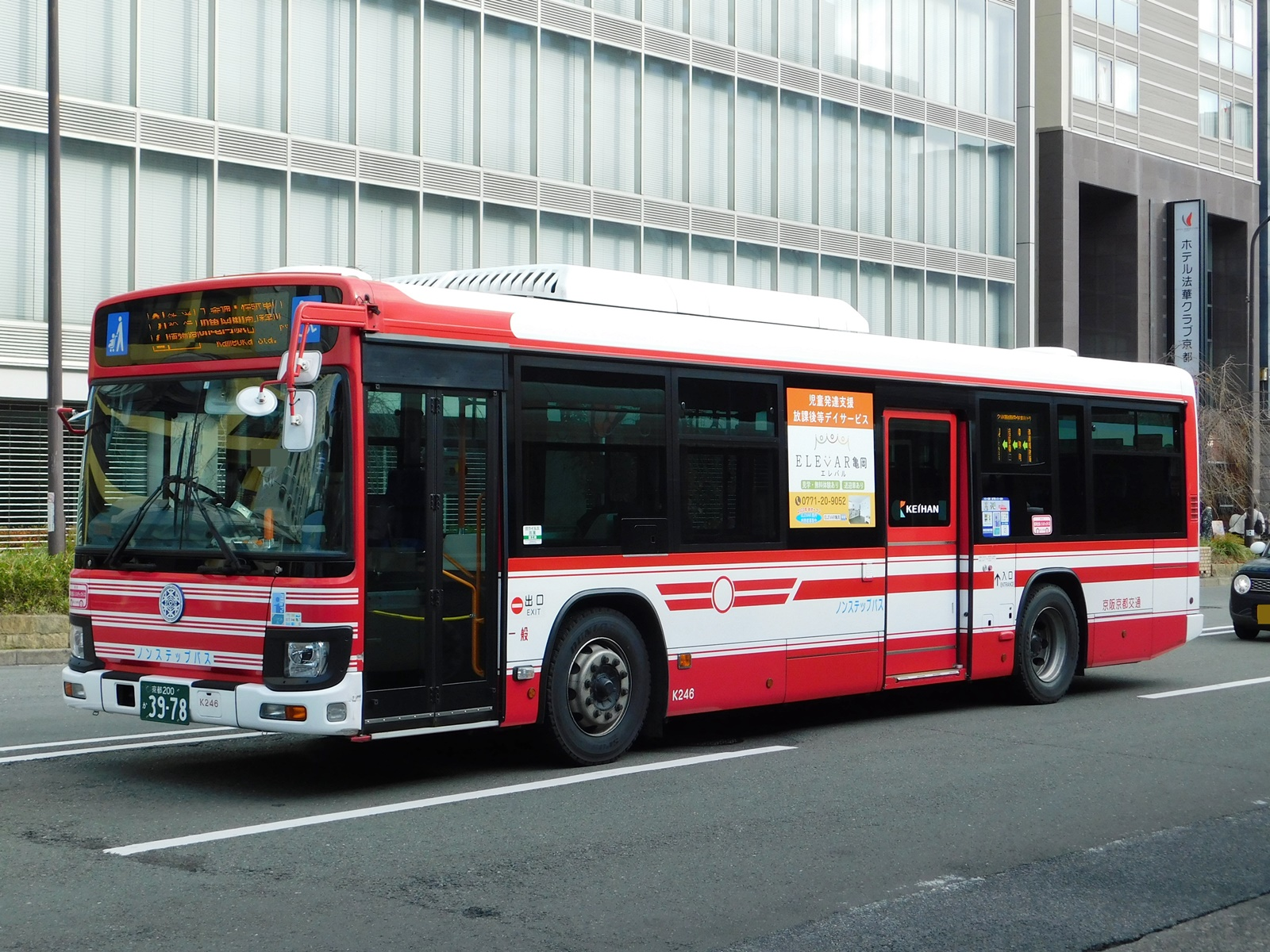
一般車両

当初は旧・京都交通の車両を引き継いだが、現在はほぼ存在しない。京阪京都交通を舞台とした映画「つぎとまります」（2024年公開）では撮影のために三菱ふそう・エアロスターの前後扉車（K222号車、元・京阪バスB-1939号車）を旧・京都交通の塗装に復刻させている。
新車導入により、京阪バスと同じ外見・内装の車両が登場し、また、京阪バスの中古車が多数譲渡されており、外見も社紋や表記類を変更している以外は、京阪バスと同様である。よって、現在でも1990年代製造のバスが運用されている。
かつては、名鉄バス・南海バス・神戸市交通局・大阪市交通局などの中古車が多数在籍していたが、名鉄バス・大阪市交通局・南海バスからの中古車はすでに全車廃車となった。

## 深夜降車専用停留所
2006年3月18日ダイヤ改正より、西京区の桂坂地域、および亀岡市の南つつじヶ丘地域の一部に、深夜時間帯（鉄道駅接続ターミナル発21時以降）運行便のみ停車する降車専用停留所が設置されている。
京阪京都交通の公式発表によると『バス降車のお客様の防犯の観点』がその目的である。
乗客には「おりばステーション」の名称で案内される。おりばを示す標柱などは立っていない。桂坂地域では路線が並行する京都市営バスも同様の取り扱いを行っている。

## 七条通経由便の京都駅までの経路
各方面から京都駅へ行く(京都駅前行き便)経路と、京都駅から各方面へ(京都駅前発便)の経路は異なる。詳細は下記のとおり。
- 京都駅前行き便
  - ... → 七条大宮・京都水族館前 →（烏丸七条）→ 京都駅前
- 京都駅前発便
  - 京都駅前 →（塩小路堀川）→（七条堀川）→ 七条大宮・京都水族館前 → ...
    - 斜文字は停留所名、( )は交差点名である。